# Jozef Lenárt
Jozef Lenárt (ur. 3 kwietnia 1923 w Liptovskiej Porubce, zm. 11 lutego 2004 w Pradze) – polityk czechosłowacki, działacz partii komunistycznej. Był narodowości słowackiej.
W czasie okupacji hitlerowskiej działał w ruchu oporu; brał udział w powstaniu słowackim 1944. W latach 1958–1962 był sekretarzem Komitetu Centralnego Komunistycznej Partii Słowacji (KPS), a od 1960 do 1963 członkiem Biura Politycznego KC KPS, członkiem Prezydium KC KPS. Od 1962 był członkiem Prezydium KC Komunistycznej Partii Czechosłowacji (KPCz); w latach 1962–1963 był przewodniczącym Słowackiej Rady Narodowej; a od 1963 do 1968 premierem Czechosłowacji. Po 1968 pełnił głównie funkcje partyjne: w latach 1968–1970 był zastępcą członka Prezydium i sekretarzem KC KPCz, następnie I sekretarzem i członkiem Prezydium KC KPS; a ponadto od 1971 do 1990 przewodniczącym KC Frontu Narodowego Słowacji.